# Tomáš Havryluk
Tomáš Havryluk (* 11. června 1981) je český top manažer a bývalý místopředseda představenstva společnosti Alza.cz a.s., která patří k největším online obchodníkům s elektronikou ve střední Evropě. V Alze.cz byl zodpovědný za řízení společnosti a její hospodářský výsledek. V roce 2006 absolvoval České vysoké učení technické s titulem Ing. Aktivně provozuje bojové sporty, zejména MMA.
Angažoval se v COVID19CZ.